# المريعية
تقع بلدة المريعية على الضفة الجنوبية لنهر الفرات وتبعد مسافة /10/ كم من مدينة دير الزور تتبع إدارياً لناحية موحسن بمحافظة دير الزور
تشتهر بالزراعة وتربية الأغنام والأبقار. يقع على أطرافها مطار دير الزور العسكري والمطار المدني، كما أقيمت على أراضيها مزارع الدولة.
تم تنفيذ مشروع الإصلاح الزراعي ببناء محطتي رفع تعمل بمضخات حلزونية، مما استصلح آلاف الدونمات من أراضيها المتملحة نتيجة انعدام فيضان نهر الفرات وذلك بسبب بناء سد الفرات سنة 1978
يشتهر سكانها وغالبهم من عشيرة البوخابور بالكرم والنشاط واخلاصهم بالعمل.
في السنوات العشر الأولى من الألفية الثالثة افتتح فيها بعض المرافق كمحطة مياه للشرب - مشروع الصرف الصحي - مستوصف - عيادات تخصصية وصيدليات بشرية وبيطرية وزراعية.
‌
مختارها:
من ابرزهم المختار (محمد عايد الهندي) رحمه الله ومن بعد وفاته اصبح المختار ابنه (فوزي محمد الهندي ) رحمه الله 
في عالمنا المعاصر، تتجلى بعض الشخصيات بأخلاقها الفاضلة ومهاراتها الفائقة، ويأتي المختار فوزي الهندي في مقدمة هذه الشخصيات المتميزة. لقد أثبت المختار بمرور الوقت أنه ليس مجرد فرد عادي، بل هو مثال يحتذى به في الذكاء والحكمة والطيبة والمهارة في تولي الأمور.
وإلى جانب ذكائه وحكمته، يتمتع المختار رحمه الله بطيبة قلب . فهو دائمًا مستعد لمساعدة الآخرين دون تردد، ويظهر تعاطفًا واهتمامًا حقيقيًا بمشاكل الناس وهمومهم. إن طيبته تتجلى في أفعاله وكلماته، مما يجعله محبوبًا ومقدرًا من قبل الجميع.

والمختار الحالي لقرية المريعية هو احد ابناء المختار محمد عايد الهندي رحمه الله وهو (صهيب محمد عايد الهندي) حفظه الله .